# 中村理恵 (ピアニスト)
 中村理恵（なかむらりえ、6月26日 - ）は、日本のピアニスト、クラシック音楽。福岡県那珂川市出身。血液型B型。

## 来歴
福岡県那珂川市出身。幼い頃よりクラシック音楽に興味を持ち、6歳の時にピアノを始め、15歳からヴァイオリンを始める。小学4年生の時に初めて挑戦した「大牟田ジュニアピアノコンクール」にて西日本新聞社賞を受賞。その後、数々のコンクールで入賞、優勝を果たす。
福岡女学院高等学校音楽科卒業。桐朋学園大学短期大学部卒業。
現在、演奏家派遣、イベント制作を手がける株式会社Primoの代表取締役。

## 大会実績
- PTNAピアノコンクール、全国決勝大会出場。
- 大牟田ジュニアピアノコンクール、グランプリ賞及び西日本新聞社賞。
- 九州・山口ピアノコンクール、高校の部、最優秀賞1位。
- 日本クラシック音楽コンクール、大学・一般の部、全国大会入賞。
- カワイクラシックオーデション、最優秀賞1位。

クラシックのみならず、さまざまなジャンルの分野で活躍中で、ソロCD『はじめまして』、ドラマの挿入曲でも使われた『Sail Away』、Soleilとして『Soleil』、Rayとして『Delicious』をリリース。 
- 2009年10月10日より、オリジナル曲を集めた『Life is beautiful』がiTunesで配信中。
- 年間200回を越えるライブをこなしている。
- 現在は、演奏家派遣グループ・クラシックユニット「Primo」を立ち上げ活動中。株式会社Primo～演奏家派遣のプリモ～の代表を勤める。
- 楽曲、アレンジ等の多彩な才能を活かし、アレンジ＆ピアノを手掛けた『ピアノが奏でるJ-POP曲集』『Disney on Piano』全国発売中。

## 活動

### ディスコグラフィー
- 2004年 『はじめまして』CD
- 2005年  Skyとして『Sail Away』CD
- 2006年  Soleilとして『Soleil』CD
- 2007年  Rayとして『Delicious』CD
- 2009年  オリジナル曲『Life is beautiful』iTunes
- 2010年  ピアノが奏でるJ-POP曲集『そばにいるね』『小さな恋のうた』CD
- ピアノが奏でるJ-POP曲集 『愛をこめて花束を』『らいおんハート』CD
- 韓国ドラマ『愛の不時着』ピアノサントラCD

ライブ配信アプリPocochaにて、ピアノ配信中。
2022年、PayPayドームにてソフトバンク対楽天戦で

始球式を務める。